# اضطراب اللغة التطوري
يُشخّص اضطراب اللغة التطوري عندما يعاني الطفل من مشاكل في تطور اللغة تستمر حتى سن المدرسة وما بعدها. مشاكل اللغة لها تأثير كبير على العلاقات الاجتماعية اليومية أو التحصيل العلمي، وتحدث في غياب اضطراب طيف التوحد أو الإعاقة الذهنية أو أي حالة طبية أخرى معروفة. أكثر المشاكل وضوحًا هي الصعوبات في استخدام الكلمات والجمل للتعبير عن المعاني، ولكن بالنسبة للعديد من الأطفال، فإن فهم اللغة (اللغة المُستقبَلة) يمثل أيضًا تحديًا، على الرغم من أن هذا قد لا يكون واضحًا ما لم يُقيّم الطفل بشكل رسمي.

## التصنيف

### المصطلحات
أُطلق مصطلح اضطراب اللغة التطوري في دراسة إجماع شارك فيها فريق من الخبراء عام 2017. أُجريت الدراسة استجابةً للمخاوف من استخدام مجموعة واسعة من المصطلحات في هذا المجال، ما أدى إلى ضعف التواصل، وفي بعض الحالات حرمان الأطفال من الوصول إلى الخدمات. اضطراب اللغة التطوري هو أحد أنواع اضطرابات اللغة، وهو بحد ذاته مجموعة فرعية من فئة أوسع من احتياجات الكلام واللغة والتواصل.

### أنواع صعوبات اللغة
يمكن أن يؤثر اضطراب اللغة التطوري على مجموعة من المجالات اللغوية ويمكن أن تختلف درجة الضعف في مناطق مختلفة من اللغة من طفل إلى آخر. ومع ذلك، على الرغم من وجود محاولات لتحديد أنواع فرعية مختلفة، إلا أنها لم تسفر بشكل عام عن فئات قوية. المجالات التي يمكن أن تتأثر هي:
- القواعد النحوية - يتضمن ذلك القدرة على دمج الكلمات في جمل صحيحة نحويًا (بناء الجملة) ودمج أجزاء من الكلمات معًا (علم الصرف) مثل إضافة النهايات النحوية الصحيحة إلى الأفعال. مثلًا: يقول الطفل (أنا أقفز هنا)، بدلًا من (لقد قفزت هنا). يمكن أيضًا أن يتأثر فهم الجمل أو يكون هناك صعوبة في فهم المعنى المعبر عنه بترتيب الكلمات أو ميل إلى استخدام الكلمات العامة بدلًا من الإشارات اللغوية إلى المعنى، أو مشاكل في تفسير العلامات النحوية للعدد أو الزمن.[3]
- الدلالات - تشير إلى قدرة الأطفال على فهم معنى الكلمات وكيف يُعبر عن المعاني من خلال الجمع بين الكلمات معًا. غالبًا ما يمتلك الأطفال المصابون باضطراب اللغة التطوري مفردات محدودة ويميلون إلى استخدام مجموعة صغيرة من الكلمات ذات المعاني العامة إلى حد ما. عندما يكبر الأطفال المصابون قد يواجهون صعوبة في فهم أن بعض الكلمات لها معانٍ متعددة.[4]
- العثور على الكلمات - يعاني هؤلاء الأطفال من صعوبات في العثور على الكلمات المناسبة، بالإضافة إلى صعوبة في الوصول إليها.[5]
- الخطاب - يكون لدى الطفل قدرة محدودة على سرد قصة أو وصف مجموعة من الأحداث في تسلسل منطقي.[6]
- الذاكرة اللفظية والتعلم - يمكن أن تؤثر مشاكل تذكر الكلمات أو الجمل على تعلم المفردات الجديدة، وفهم الجمل الطويلة أو المعقدة. قد يقول الأطفال الصغار المصابون بالمرض كلماتهم الأولى بعد الأطفال الآخرين، ويأخذون وقتًا أطول لتعلم الكلمات الجديدة وتذكرها.[7]
- علم الأصوات - فرع من علم اللغة يهتم بالطريقة التي تُدمج بها الأصوات معًا في الكلمات. يفشل الأطفال الذين يعانون من صعوبات في هذا المجال في التمييز ما بين بعض أصوات الكلام. هذه الصعوبات ليست غير عادية كجزء من التطور النموذجي للأطفال الصغار، ولكنها عادة ما تحل بمرور الوقت الذي يبلغ فيه الأطفال عمر 4 إلى 5 سنوات. تؤدي الصعوبات في إصدار بعض أصوات الكلام بدقة إلى تقليل وضوح الكلام.[8]

## عوامل الخطر
يتأثر الاضطراب بشدة بالعوامل الوراثية، مثلًا: يتعرض توأمان يكبران معًا في نفس البيئة المنزلية، ولكن قد يختلفان اختلافًا جذريًا في مهاراتهما اللغوية. ومع ذلك، فإن مثل هذه النتائج المختلفة أكثر شيوعًا عند التوائم غير المتطابقة والمختلفة وراثيًا. تشترك التوائم المتطابقة في نفس الجينات وتميل إلى أن تكون أكثر تشابهًا في القدرة اللغوية. يمكن أن يكون هناك بعض الاختلافات في شدة واستمرارية الاضطراب عند التوائم المتماثلة، ما يشير إلى أن العوامل غير الوراثية تؤثر على مسار الاضطراب، ولكن من غير المعتاد العثور على طفل مصاب ولديه توأم متطابق وغير مصاب.
ترتبط اضطرابات اللغة بجوانب البيئة المنزلية، وغالبًا ما يُفترض أن هذا هو رابط سببي، إذ يؤدي التحفيز اللغوي الضعيف إلى ضعف المهارات اللغوية. ومع ذلك، تُظهر الدراسات أن طفلين في نفس البيئة المنزلية يمكن أن يكون لهما نتائج لغوية مختلفة جدًا، ما يشير إلى أنه يجب علينا التفكير في تفسيرات أخرى. غالبًا ما يكبر الأطفال المصابون ليصبحوا بالغين متمتعين بمستوى تعليمي منخفض نسبيًا، وقد يتشارك أطفالهم مخاطر وراثية فيما يتعلق باضطراب اللغة.
أحد العوامل غير الجينية المعروف أن لها تأثيرًا محددًا على تطور اللغة هو كونك الأصغر سنًا في عائلة كبيرة.

## العوامل المرتبطة
لقد لوحظ منذ فترة طويلة أن الذكور هم أكثر تأثرًا باضطراب اللغة التطوري من الإناث، ومع ذلك، فإن الاختلاف بين الجنسين يكون أقل لفتًا للانتباه في العينات الوبائية، ما يشير إلى احتمال وجود مشكلات مماثلة عند الإناث ولكن احتمالية اكتشافها أقل. سبب الاختلاف بين الجنسين غير مفهوم جيدًا.
توجد المهارات الحركية الضعيفة بشكل شائع لدى الأطفال المصابين باضطراب اللغة التطوري. تؤكد القياسات المعيارية للقدرة الحركية أن الأطفال المصابين يعانون من نقص في المهارات الحركية الدقيقة والإجمالية، البسيطة والمعقدة. تمتد هذه الصعوبات أيضًا إلى القدرة الحركية الكلامية. يعاني الأطفال المصابون من صعوبة في تعلم التسلسل الحركي وقد يظهرون أيضًا عجزًا في العمليات الحركية الأخرى.
لا تكشف فحوصات الدماغ عادةً عن أي تشوهات واضحة لدى الأطفال المصابين باضطراب اللغة التطوري، على الرغم من أن المقارنات الكمية وجدت اختلافات في حجم الدماغ أو نسب المادة البيضاء أو الرمادية في مناطق معينة. في بعض الحالات، عُثر على تلافيف غير طبيعية في الدماغ. الاختلافات في أدمغة الأطفال المصابين باضطراب اللغة التطوري مقابل الأطفال في مرحلة النمو عادةً ما تكون دقيقة وقد تتداخل مع أنماط غير نموذجية تُلاحظ في اضطرابات النمو العصبي الأخرى.